# إليزابيث أميرة سافوي

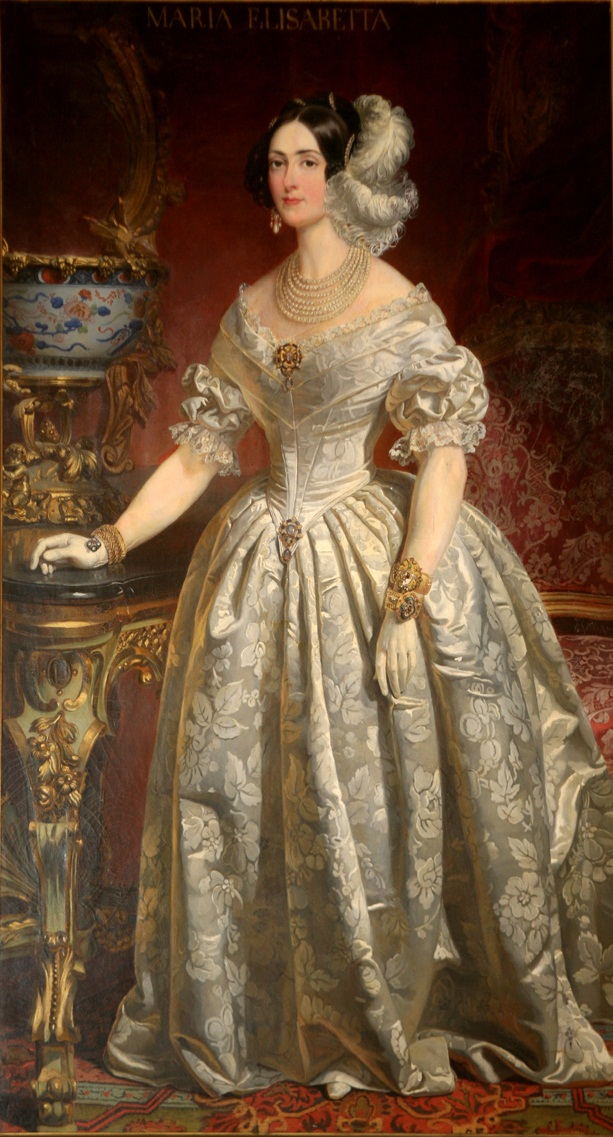
إليزابيث أميرة سافوي

إليزابيث أميرة سافوي (بالفرنسية: Élisabeth de Savoie-Carignan)‏ (ماريا فرانشيسكا إليزابيتا كارلوتا جيوسيبينا; 13 أبريل 1800 - 25 ديسمبر 1856) كانت أميرة سافوي-کارینیانو، هي عمة وحماة فيتوريو إمانويلي الثاني، أول ملك لإيطاليا.

## الذرية
تزوجت في براغ في 28 مايو 1820 من الأرشيدوق راينير يوزف نائب مملكة لومبارديا فينيشيا وشقيق فرانتس الأول إمبراطور النمسا، أنجبت له:-
- الأرشيدوقة ماريا (6 فبراير 1821 - 23 يناير 1844)؛ توفيت غير متزوجة.
- الأرشيدوقة أديلايد (3 يونيو 1822 - 20 يناير 1855)؛ تزوجت من ابن خالها فيتوريو إمانويلي الثاني ملك سردينيا، لهم ذرية.
- الأرشيدوق ليوبولد لودفيغ (6 يونيو 1823 - 24 مايو 1898)؛ كان القائد الأعلى للبحرية.
- الأرشيدوق إرنست (8 أغسطس 1824 - 4 أبريل 1899)؛ الفريق فيلد مارشال.
- الأرشيدوق سيغيسموند (7 يناير 1826 - 15 ديسمبر 1891)؛ الفريق فيلد مارشال.
- الأرشيدوق راينير (11 يناير 1827 - 27 يناير 1913)؛ كان الوزير الرئيس النمسا  بين عامي 1859-1861، تزوجت الأرشيدوقة ماريا كارولين، ليس لديهم ذرية.
- الأرشيدوق هاينريش (9 مايو 1828 - 30 نوفمبر 1891)؛ الفريق فيلد مارشال.
- الأرشيدوق ماكسيميليان (16 يناير 1830 - 16 مارس 1839).